# Scolamblyops oculospinum
Scolamblyops oculospinum är en kräftdjursart som först beskrevs av W. M. Tattersall 1951.  Scolamblyops oculospinum ingår i släktet Scolamblyops och familjen Mysidae. Inga underarter finns listade i Catalogue of Life.